# South Villa
South Villa ist eine Villa in der schottischen Kleinstadt Elgin in der Council Area Moray. 1971 wurde das Bauwerk in die schottischen Denkmallisten in der höchsten Denkmalkategorie A aufgenommen.

## Beschreibung
Die Villa wurde für eine Dame aus dem Zweig der Grants of Elchies errichtet. Nach einer Ausschreibung betraute sie den schottischen Architekten William Robertson, der bereits zuvor Arbeiten für die Familie ausgeführt hatte, mit der Planung und Ausführung des Gebäudes. South Villa wurde im Jahre 1830 errichtet.
South Villa steht in einem Wohngebiet südlich des Zentrums von Elgins zwischen der Moss Street und das Academy Street. Die südostexponierte Hauptfassade des zweigeschossigen Gebäudes ist drei Achsen weit. Entlang der Hauptfassade besteht das Mauerwerk aus Steinquadern, die zu einem Schichtenmauerwerk verarbeitet wurden, während an den übrigen Gebäudeteilen grob bearbeiteter Bruchstein eingesetzt wurde.
Das zentrale Eingangsportal ist mit gerundetem Portikus mit dorischen Säulen ausgeführt. Die Fenster der Hauptfassade sind stets mit Gesimsen bekrönt, die teils mit Anthemienbändern ornamentiert sind. Auf dem Portikus ist ein Balkon mit gusseiserner Balustrade eingerichtet. Zu beiden Flanken treten abgekantete Ausluchten heraus. Entlang der Fassaden sind acht-, neun- oder zehnteilige Sprossenfenster eingesetzt. An der Ostseite geht ein kurzer, zweigeschossiger Flügel ab. Die flachen Walmdächer sind mit Schiefer eingedeckt. Die Kamine sind firstständig.
Eine Steinmauer grenzt das Anwesen straßenseitig ab. Das Zufahrtstor entlang der Moss Street ist mit vier monolithischen Pfeilern ausgeführt. Diese sind mit Anthemienmotiven ausgestaltet. Das zweiflüglige Tor wurde aus Gusseisen gefertigt.